# Fegyverek
A Fegyverek (eredeti cím: Weapons) 2025-ben bemutatott amerikai horrorfilm, amelyet saját forgatókönyvéből Zach Cregger rendezett és készített. A főbb szerepekben Josh Brolin, Julia Garner, Alden Ehrenreich, Austin Abrams, Cary Christopher, Benedict Wong és Amy Madigan látható.
Az Amerikai Egyesült Államokban 2025. augusztus 8-án mutatta be a Warner Bros. Pictures. Magyarországon egy nappal korábban, augusztus 7-én jelent meg az InterCom Zrt. forgalmazásában. Általánosságban pozitív visszajelzéseket kapott a kritikusoktól.

## Cselekmény
Egy gyerek elmeséli, hogy szerdán, hajnali 2:17-kor, a pennsylvaniai Maybrookban Justine Gandy tanítónő harmadikos osztályából tizenhét gyerek hirtelen kiszaladt otthonról és eltűnt, kivéve egyet, Alex Lillyt. A rendőrség nyomozásba kezd.
Majdnem egy hónappal az eset után Marcus Miller igazgató fizetett szabadságra küldi Justine-t, mivel a közösség gyanítja, hogy köze lehet a gyerekek eltűnéséhez. A nő depresszióba esik, alkoholhoz nyúl, és vigaszt keres rendőr exbarátjánál, Paul Morgannél. Közben Archer Graff, az egyik eltűnt gyerek apja, nehezen birkózik meg fia, Matthew eltűnésével, és a rendőrség hatástalan nyomozása miatt saját szakállára kezd kutatásba.
Justine, aggódva Alex jóléte miatt, követi őt haza, és észreveszi, hogy az összes ablak újságpapírral van letakarva, Alex szülei pedig teljesen mozdulatlanul ülnek a kanapén. Elmondja a történteket Marcusnak, és ragaszkodik hozzá, hogy végezzenek jóléti ellenőrzést. Justine és Archer álmában látják az eltűnt gyerekeket, valamint egy furcsa nőt bohócszerű sminkkel. Justine visszatér Alex házához, de elalszik a kocsijában; ekkor Alex anyja, báb-szerű mozdulatokkal kilép a házból, és levág egy tincset Justine hajából.
James, egy helyi drogfüggő, aki lopott tárgyak elzálogosításából él, betör Alex házába, mert azt hiszi, üres. A pincében rátalál Alex szüleire és az eltűnt gyerekekre katatón állapotban. Miután meglát egy posztert, amely készpénzjutalmat ígér a gyerekek megtalálásáért, a rendőrségre megy, hogy bejelentést tegyen. Ott azonban Paul – aki korábban megfenyegette James-t egy összetűzésük után – észreveszi és üldözőbe veszi. James az erdőbe menekül, ahol meglátja a nőt Justine és Archer rémálmaiból. Paul elkapja James-t, és Alex házához hajt vele, hogy kivizsgálja a helyzetet, James-t bilincsben hagyva a kocsiban. Órákkal később Paul visszatér, majd James-t bevonszolja a házba.
Marcust az iskolában felkeresi a titokzatos nő: Alex különc nagynénje, Gladys, aki azt állítja, hogy ő gondoskodik a családról, miután Alex szülei megbetegedtek. Marcus ragaszkodik hozzá, hogy találkozzon Alex szüleivel. Később Gladys megjelenik Marcus és férje, Terry otthonában, látszólag kétségbeesve. Egy rituálét hajt végre egy cserépben nevelt fa ágával, amit mindig magával hord, majd hipnotizálja Marcust, aki ezután brutálisan megöli Terryt. Ezután arra utasítja Marcust, hogy ölje meg Justine-t. Marcus egy benzinkútnál támad Justine-ra, épp megszakítva a nő és Archer vitáját, mielőtt egy autó halálosan elütné. Aznap este Justine és Archer kibékülnek, és rájönnek, hogy a gyerekek Alex háza felé futottak.
Kiderül, hogy Gladys egy haldokló boszorkány, aki Alex nagynénjének adja ki magát, és képes hipnózist alkalmazni, ha megszerzi az áldozata személyes tárgyát. Miután Alex szüleit hipnotizálta, Gladys arra utasította a fiút, hogy tartsa titokban a kilétét, különben megöli a szüleit. Gladys arra kérte Alexet, hogy szerezzen egy-egy tárgyat minden osztálytársától, és a kétségbeesett fiú engedelmeskedett, miután a boszorkány megígérte, hogy távozik, ha felépül. Az osztályterem szekrényeiből származó, névre szóló címkéket felhasználva Gladys hipnotizálta a gyerekeket, hogy fussanak Alex házához, majd a pincében tartotta őket, hogy életerejüket elszívva meghosszabbítsa a saját életét.
Miután Justine és Archer bemennek Alex házába, hogy nyomozzanak, rájuk támad a hipnotizált Paul és James, akiket Justine lelő Paul fegyverével. Matthew-t keresve Archer a pincében találkozik Gladys-szel, aki őt is hipnotizálja, hogy Justine-ra támadjon. Alex, akit a hipnotizált szülei üldöznek, belép Gladys szobájába, és a hajával megismétli a nő rituáléját. A hipnotizált gyerekek hirtelen üldözőbe veszik Gladys-t a környéken, majd másodpercek alatt utolérik, feldarabolják és lefejezik, ezzel megtörve az átkot és felébresztve minden élő áldozatát a hipnózisból.
A gyerek elmondja, hogy Alex elköltözött a városból, és egy kedvesebb nagynénjéhez került, miután szüleit intézetbe zárták. A gyerekek mind újra találkoztak szüleikkel, bár csak néhányan nyerték vissza a beszédkészségüket.

## Szereplők
| Szerep        | Színész            | Magyar hang         |
| ------------- | ------------------ | ------------------- |
| Archer Graff  | Josh Brolin        | Kőszegi Ákos        |
| Justine Gandy | Julia Garner       | Kókai Tünde         |
| Alex Lilly    | Cary Christopher   | Sándor Dávid        |
| Paul Morgan   | Alden Ehrenreich   | Blahó Gergely       |
| James         | Austin Abrams      | Miller Dávid        |
| Marcus Miller | Benedict Wong      | Hajdu Steve         |
| Gladys Lilly  | Amy Madigan        | Murányi Tünde       |
| Ed Locke      | Toby Huss          | Hirtling István     |
| Erica         | Sara Paxton        | Pájer Alma Virág    |
| Gary          | Justin Long        |                     |
| Donna Morgan  | June Diane Raphael | Ligeti Kovács Judit |
| Mr. Lilly     | Whitmer Thomas     | Ágoston Péter       |
| Mrs. Lilly    | Callie Schuttera   | Ténai Petra         |
| Terry Miller  | Clayton Farris     | Rajkai Zoltán       |
| Matthew Graff | Luke Speakman      |                     |

### Magyar változat
- Magyar szöveg: Tóth Tamás
- Felvevő hangmérnök: Jacsó Bence
- Vágó: Sári-Szemerédi Gabriella
- Gyártásvezető: Gelencsér Adrienne
- Szinkronrendező: Tabák Kata
- Produkciós vezető: Hagen Péter

A szinkront a Mafilm Audio Kft. készítette el.

## A film készítése

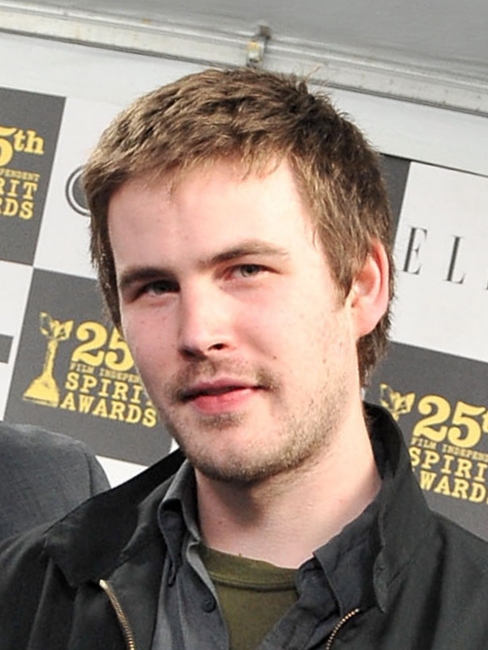
Zach Cregger 38 millió dollárért árverezte el a film forgatókönyvének jogait

A Barbár (2022) című filmjének pénzügyi és kritikai sikere után Zach Cregger egy új forgatókönyv megírásába kezdett, amelynek címe Weapons lett. A filmet „horror eposzként” írták le, amely a filmrendező számára inkább „személyes történet”, részben Paul Thomas Anderson Magnólia (1999) című filmje és Jennifer Egan Az elszúrt idő nyomában című regénye ihlette. Cregger egy közeli barátja és munkatársa, Trevor Moore halála után kapott ihletet a forgatókönyv megírásához. A forgatókönyv 2023. január 22-én került a piacra, és licitháborút váltott ki a Netflix, a New Line Cinema, a TriStar Pictures és az Universal Pictures között.
Cregger szerint a forgatókönyvet 2023. január 23-án reggel 8 órakor az Embershot szoftveralkalmazáson keresztül elküldték a stúdióknak, és 9:30-kor Michael De Luca, a Warner Bros. Pictures vezérigazgatója felvette vele a kapcsolatot, hogy megköthesse az üzletet. A New Line 24 órán belül megszerezte a jogokat, miután 38 millió dollárt ajánlott fel az összes költség fedezésére, beleértve a gyártási költségeket és a béreket. Cregger 10 millió dollárt kapott az írói, rendezői és produceri munkájáért, valamint a végső vágási jogért (a film tesztvetítésének eredményétől függően), emellett a garantált mozibemutatásért. Az Universal 7 millió dollárral kevesebbet ajánlott, mint a Warner Brothers. Jordan Peele, akinek Monkeypaw Productions nevű cége az Universal-lal közösen vett részt a licitálási háborúban, az aukció elvesztése után elbúcsúzott régóta együtt dolgozó menedzsereitől, Joel Zadaktól és Peter Principato-tól, utóbbi Cregger menedzsere is volt.

### Szereplőválogatás
2023 május és július között Pedro Pascal, Renate Reinsve, Brian Tyree Henry, Austin Abrams, Tom Burke és June Diane Raphael kaptak szerepet a filmben. A gyártás késedelmei és a 2023-as hollywoodi munkaügyi viták következtében azonban Pascal, Reinsve, Henry és Burke ütemezési konfliktusok miatt kénytelenek voltak kilépni a projektből; Pascalnak különösen ki kellett lépnie, mert ütközött a Marvel-moziuniverzum (MCU) A Fantasztikus 4-es: Első lépések (2025) című filmjével.
2024 februárjában Josh Brolin csatlakozott a stábhoz Pascal helyére. Áprilisban Julia Garner (Reinsve helyett) és Alden Ehrenreich (Burke helyett) is csatlakozott a szereplőgárdához. Májusban bejelentették, hogy Benedict Wong (Henry helyett), Amy Madigan és Cary Christopher csatlakozott a szereplők köreihez.

### Forgatás
A forgatásra 2024 májusában került sor Atlantában és 2024 júliusában fejeződött be. A Maybrook Általános Iskola helyszíne a Georgia állambeli Tuckerben volt. A Time Out szerint a forgatás legmozgalmasabb napjain a produkció több mint 170 gyermeket fogadott. A gyermekek munkáját koordináló személyeket azért alkalmazták, hogy a forgatások között is elfoglalva tartsák őket. A benzinkúti jeleneteket három nap alatt forgatták le egy BP benzinkútnál és kisboltban Covingtonban.

## Filmzene
A Fegyverek filmzenéje 2025. augusztus 1-jén jelent meg a WaterTower Music forgalmazásában. A filmzene 36 zeneszámot tartalmaz, amelyeket Ryan Holladay, Hays Holladay és Zach Cregger rendező szerzett. Ezenkívül a film nyitó jelenetében George Harrison „Beware of Darkness” című dala hallható, míg a záró jelenetben az MGMT „Under the Porch” című dala.

### Dalok
| 1.    | Maddie                       | 1:44 |
| 2.    | Main Theme                   | 1:59 |
| 3.    | Who's There?                 | 0:38 |
| 4.    | Following                    | 0:47 |
| 5.    | Newspaper                    | 1:25 |
| 6.    | Don't You Find It Odd?       | 1:02 |
| 7.    | What Could've Happened       | 0:56 |
| 8.    | Nightmares                   | 0:33 |
| 9.    | Snip                         | 1:21 |
| 10.   | Daybreak                     | 0:41 |
| 11.   | Troubled Person              | 1:04 |
| 12.   | Where Are You?               | 4:16 |
| 13.   | Map                          | 1:00 |
| 14.   | Waiting Game                 | 0:49 |
| 15.   | Gasoline                     | 1:11 |
| 16.   | Stop Right There             | 0:51 |
| 17.   | Serious Hot Water            | 1:01 |
| 18.   | Donna                        | 1:00 |
| 19.   | James                        | 1:13 |
| 20.   | Room to Room                 | 1:51 |
| 21.   | What Did I Tell You?         | 0:50 |
| 22.   | On a Mission                 | 0:45 |
| 23.   | Drag                         | 0:30 |
| 24.   | I Think She Cut My Hair      | 2:45 |
| 25.   | Gasoline II                  | 1:40 |
| 26.   | Homesickness                 | 1:57 |
| 27.   | Are You Watching?            | 0:27 |
| 28.   | Campbell's                   | 1:47 |
| 29.   | If I Got Better              | 1:37 |
| 30.   | Nametag                      | 1:07 |
| 31.   | The Flight                   | 3:42 |
| 32.   | Into the Lair                | 2:12 |
| 33.   | One Shot                     | 0:57 |
| 34.   | Locked                       | 1:21 |
| 35.   | Swarm (feat. Mary Lattimore) | 1:32 |
| 36.   | I Found You                  | 2:32 |
| 42:14 |                              |      |

## Bemutató
A Fegyverek című film 2025. augusztus 8-án került bemutatásra az Amerikai Egyesült Államokban. Eredetileg 2026. január 16-ára tervezték a megjelenést.